# Joke Vermeiren
Joke Vermeiren (Antwerpen, 1985) is een Belgisch grafisch vormgeefster en uitgever van boeken rond het thema haken. Sinds 2011 verzamelt zij gehaakte amigurumipatronen van over de hele wereld. Amigurumi is de benaming voor gehaakte, opgevulde poppetjes of dierfiguren die vooral in Japan populair zijn. De naam amigurumi is een samenstelling van de Japanse woorden "ami" en "nuigurumi".

## Zoomigurumi
Onder de naam 'Zoomigurumi' verscheen vanaf 2013 een boekenreeks met verzamelde amigurumi-dierenpatronen. De reeks werd uitgegeven in het Engels, Frans, Nederlands en Duits. 